# Kristian Gyldenstein
Kristian Gyldenstein (16 juli 1886, Kopenhagen - 11 januari 1954) was een Deens voetballer die bij voorkeur speelde als aanvaller.

## Carrière
Gyldenstein is geboren in Kopenhagen waar hij is begonnen te voetballen bij Kjøbenhavns. Gyldenstein maakte zijn debuut in Denemarken voetbaleftal in 1911. Hij heeft 3 wedstrijden gespeeld en 3 doelpunten gescoord voor zijn nationale ploeg. Gyldenstein had hattrick gescoord tegen Zweden voetbaleftal op 5 oktober 1913.  Gyldenstein beeindigt zijn voetbalcarrière in 1918.
Gyldenstein overleed op 11 januari 1954.